# Santa Rosa (Laguna)
Santa Rosa is een stad in de Filipijnse provincie Laguna op het eiland Luzon. Bij de laatste census in 2010 telde de stad bijna 285 duizend inwoners.

## Geografie

### Bestuurlijke indeling
Santa Rosa is onderverdeeld in de volgende 18 barangays:
| - Aplaya - Balibago - Caingin - Dila - Dita - Don Jose - Ibaba - Labas - Macabling | - Malitlit - Malusak - Market Area - Kanluran - Pook - Pulong Santa Cruz - Santo Domingo - Sinalhan - Tagapo |

## Demografie
Santa Rosa had bij de census van 2010 een inwoneraantal van 284.670 mensen. Dit waren 17.727 mensen (6,6%) meer dan bij de vorige census van 2007. Ten opzichte van de census van 2000 was het aantal inwoners gegroeid met 99.037 mensen (53,4%). De gemiddelde jaarlijkse groei in die periode kwam daarmee uit op 4,37%, hetgeen hoger was dan het landelijk jaarlijks gemiddelde over deze periode (1,90%).

De bevolkingsdichtheid van Santa Rosa was ten tijde van de laatste census, met 284.670 inwoners op 54,84 km², 5190,9 mensen per km².